# Osdorf
Osdorf (in danese Ostorp) è un comune dello Schleswig-Holstein, in Germania.

Appartiene al circondario di Rendsburg-Eckernförde ed è amministrato dall'Amt Dänischer Wohld.